# Phytotaxa
Phytotaxa, (abreujat Phytotaxa), és una revista internacional per a la publicació ràpida de qualsevol aspecte de la sistemàtica botànica. Es publica una àmplia gamma de temes, però se centra en noves espècies, monografies i flores, revisions, comentaris i qüestions de tipificació. Phytotaxa cobreix tots els grups de plantes cobertes per la CINB (incloses les diatomees, els fongs, les algues, els líquens, les molses, les antocerotes, les hepàtiques i les plantes vasculars), tant vives com fòssils.
Iniciat el 2009 (el primer número va aparèixer l'octubre del 2009), Phytotaxa omple el buit que es crea per altres revistes que no publiquen més nous tàxons, a causa de les seves pobres qualificacions de cites. Aquesta és també la raó de la citació no convencional de noms dels autors dels tàxons. La revista pot publicar ràpidament perquè no té les limitacions de pàgines per exemplar, i permet les grans obres i les descripcions de les espècies que apareixen amb facilitat. Està dirigit per un equip internacional d'especialistes que actuen com a editors per al seu grup d'especialistes de les plantes. Phytotaxa no té fins de lucre i els científics editors treballen de forma voluntària. Els autors tenen l'opció de publicar en accés obert i això es recomana encaridament.

## Abstracció i indexació
La revista està resumida i indexada a Science Citation Index Expanded, Current Contents/Agriculture, Biology and Environmental Sciences i BIOSIS Previews.